# トリシア・サリバン
トリシア・アン・サリバン（Tricia Anne Sullivan、1968年7月7日-）は、イギリス・シュロップシャー在住のSF作家。他にヴァレリー・リース（Valery Leith）のペンネームでファンタジー小説を発表している。
アメリカ合衆国ニュージャージー州出身で、1995年にイギリスに移住した。1999年に長編SFDreaming in Smokeでアーサー・C・クラーク賞を受賞。2004年にはMaulがノミネートされた。
夫は武道家のスティーブ・モリスで、モリスとの間に3人の子供がいる。

## 書誌

### SF
- The Question Eaters (1995) (短編)
- Lethe (1995)
- Someone to Watch over Me (1997)
- Dreaming in Smoke (1999)
- Maul (2004)
- Double Vision (2006)
- Sound Mind (2007)

### ファンタジー
Everien シリーズ (ヴァレリー・リース名義)
- The Company of Glass (1999)
- The Riddled Night (2000)
- The Way of the Rose (2001)

## 外部サイト
- Official website